# Acer globosum
Acer globosum é uma espécie de árvore do gênero Acer, pertencente à família Aceraceae.